# NGC 1284
NGC 1284 (другие обозначения — MCG −2-9-22, NPM1G −10.0134, PGC 12247) — линзообразная галактика (S0) в созвездии Эридана. Открыта Уильямом Гершелем в 1798 году. Описание Дрейера: «очень тусклый, очень маленький объект, к югу расположены две звезды».
Этот объект входит в число перечисленных в оригинальной редакции «Нового общего каталога».
Морфологический тип по Вокулёру SA00.
На фотографиях NGC 1284 видна как линзообразная галактика с круглым ярким ядром и тусклой, вытянутой внешней оболочкой, ориентированная в направлении с восток-северо-востока на запад-юго-запад. На расстоянии 0,9′ к северу от неё находится небольшая компактная галактика PGC 145456. Визуально в любительский телескоп NGC 1284 представляется как довольно тусклое, но при высоком увеличении хорошо различимое слегка вытянутое световое пятнышко, достаточно хорошо очерченное в центре, с очень слабыми продолжениями на север и юг. Радиальная скорость: 8940 км/с. Расстояние: 400 млн световых лет. Диаметр: 209 тыс. световых лет.